# 卡罗尔 (纽约州)
卡罗尔（英語：Carroll）是美国纽约州肖托夸县的一个镇，地处肖托夸县的东南部，同时位于詹姆斯敦东南。2010年美国人口普查时，该镇有3524人。卡罗尔镇建于1825年，其名称来源于美国独立宣言的签署人查尔斯·卡罗尔。